# Chiangmaia rufula
Chiangmaia rufula là một loài nhện trong họ Linyphiidae.
Loài này thuộc chi Chiangmaia. Chiangmaia rufula được Alfred Frank Millidge miêu tả năm 1995.